# Max Volmer
Max Volmer (Hilden, 3 de maio de 1885 – Potsdam, 3 de junho de 1965) foi um químico alemão, especialista em físico-química. Foi professor da Universidade Técnica de Berlim e a partir de 1955 da Universidade Humboldt de Berlim, desenvolvendo com John Alfred Valentine Butler a equação de Butler-Volmer. Foi de 1955 a 1959 presidente da Deutsche Akademie der Wissenschaften zu Berlin, denominada depois Academia de Ciências da Alemanha Oriental.

## Obras
- Max Volmer, Kinetik der Phasenbildung, Dresden, Steinkopff, 1939 (110 Seiten mit 15 Tabellen).
- Max Volmer, Zur Kinetik der Phasenbildung und der Elektrodenreaktionen. Acht Arbeiten, Akademische Verlagsgesellschaft Geest & Portig K.G., 1983
- Max Volmer und L. Dunsch, Zur Kinetik der Phasenbildung und Elektrodenreaktion. Acht Arbeiten, Harri GmbH, 1983.